# 科尔德沃特 (密歇根州)
科尔德沃特是美国密歇根州的一座城市，布兰奇县县治，2000年人口12,697。
发源于科尔德沃特湖的科尔德沃特河从南面流进该城，在城市西部与索克河汇流。根据美国人口普查局资料，科尔德沃特市总面积为21.6平方千米，其中陆地面积21.1千米；水域面积0.6千米，占总面积的2.63%。

## 著名人物
- 哈丽雅特·昆比，第一位获得机师牌照的美国女姓；
- 霍利·哈维·克里平，著名谋杀犯。

## 友好城市
- 德国索尔陶